# Estrilda ochrogaster
L'astrilde abissina (Estrilda ochrogaster Salvadori, 1897) è un uccello passeriforme della famiglia degli Estrildidi.

## Descrizione

### Dimensioni
Misura fino a circa 10 cm di lunghezza.

### Aspetto
L'aspetto è quello tipico delle specie del genere Estrilda, con lunga coda ed ali corte arrotondate: nel complesso, questi uccelli sono molto simili all'astrilde petto castano, dalla quale si differenziano tuttavia per la colorazione di gola, petto e ventre, che nell'astrilde abissina è di un bel giallo oro (da cui il nome scientifico).

## Biologia
Si tratta di uccelli diurni e moderatamente gregari, che vivono in coppie o in piccoli gruppi che si compongono al massimo di una ventina d'individui, a volte aggregati a stormi di altre specie congeneri o comunque affini. Essi passano la maggior parte della giornata al suolo o fra l'erba alta alla ricerca di cibo.

### Alimentazione
L'astrilde abissina è un uccello essenzialmente granivoro, la cui dieta si compone principalmente di piccoli semi di graminacee, preferibilmente immaturi: essa può essere integrata con bacche, germogli ed invertebrati, principalmente insetti volanti di piccole dimensioni.

### Riproduzione
La riproduzione di questi uccelli non è mai stata osservata direttamente, ma si ritiene che essa non differisca significativamente, per modalità e tempistica, da quella di altre specie congeneri ed in generale degli estrildidi.

## Distribuzione e habitat
Come intuibile dal nome comune, l'astrilde abissina è diffusa nel Corno d'Africa, dove questi uccelli abitano di preferenza le zone ricoperte da erba alta con moderata presenza di alberi o cespugli.

## Tassonomia
Tradizionalmente, questi uccelli vengono classificati come sottospecie dell'affine astrilde petto castano, col nome di Estrilda paludicola ochrogaster; tuttavia, attualmente si tende a classificare l'astrilde abissina come una specie a sé stante.
Il nome scientifico della specie deriva dall'unione delle parole greche ὠχρός (ōchrós, "giallo scuro") e γαστερ (gaster, "ventre"), col significato di "dal ventre color ocra", in riferimento al caratteristico piumaggio di questi uccelli.